# 小谷実由
小谷 実由（おたに みゆ、1991年3月12日 - ）は、日本の女性ファッションモデル。CV management 所属。
14歳からモデルとして活動を開始。『GINZA』『リンネル』をはじめとしたファッション誌のほか企業広告でも活躍。
猫と純喫茶をこよなく愛し、自身の偏愛を発信するインスタグラムのフォロワー数は10万人を超える。無類の本好きで、エッセイ執筆や寄稿もしており、Hanako、資生堂花椿など連載多数。
2022年7月に待望の初の書籍『隙間時間（ループ舎）』を刊行。
2023年10月1日、陶磁器メーカー・中善（長崎県波佐見町）のオリジナルブランド「zen to」より、監修をしたカップ＆ソーサー『1991』が発売。
夫は映像作家の島田大介。愛猫はしらす。

## 雑誌・Web
- GINZA（マガジンハウス）
- 装苑　（文化出版局）
- リンネル(宝島社）
- SPRiNG(宝島社）
- &Premium（マガジンハウス）
- SPUR(集英社)
- anana（マガジンハウス）
- おしゃれなあの人の素敵な装い一週間　リンネルmook (宝島社）
- HAIR MODE （女性モード社）
- Request QJ
- CINRA yohaku × mimoe
- ほぼ日「ハラマキ2014夏」
- berg van sneeuw  look
- susuri  look
- un by yoshidatomoyo 2014 look

## 出演

### 広告
- ルミネ新宿2015夏キャンペーン
- 森永乳業「リプトン紙パック (500ml) 」『2人の作戦篇』（2009年） - 剛力彩芽と共演
- 資生堂「アースケアプロジェクト」
- ソニー・コンピュータエンタテインメント PlayStation Vita「ラグナロクオデッセイ」
- イオン「みんなのゆかた」
- ユニバーサルスタジオジャパン「ワンピースプレミアムサマー」
- 東京ガス「家族のはなし・かっこわるい父親」
- ファンケル「カロリミット」

### MV
- back number「高嶺の花子さん」（PV出演）
- plenty「空から降る一億の星」（PV出演）
- 三浦大知「Anchor」（PV出演）
- the chef cooks me「適当な闇」（PV出演）
- In 197666「シキサイの種」（PV出演）
- ステレオポニー「青春に、その涙が必要だ!」（PV出演）
- Base Ball Bear「そんなに好きじゃなかった」（PV出演）

### テレビドラマ
- 大河ドラマ 平清盛（2012年、NHK）

### その他
- 時光[8]　写真集（2021）
- Mathilde  写真集（2014)
- 絶命展(2013)
- wut berlin show (2014)
- あなたといきてゆく(ジャケット) / GLAY(2017)